# Колиньи, Гаспар III де
Граф Гаспар III де Колиньи, маркиз д’Андело (фр. Gaspard III de Coligny, marquis d'Andelot; 26 июля 1584, Монпелье — 4 января 1646, Шатийон-сюр-Луан) — вождь гугенотов из рода Колиньи, с 1622 года — маршал Франции. С 1643 г. носил титул герцога Шатийона (duc de Châtillon).

## Биография
Гаспар III был сыном графа Франсуа де Колиньи (1557—1591) и его супруги Маргариты д’Ольи, внуком адмирала Гаспара II де Колиньи. Свою военную карьеру Гаспар начал в царствование Генриха IV. В 1622 году произведён Людовиком XIII в маршалы Франции.
Один из военачальников Тридцатилетней войны. В Лез-Авенской битве разгромил испанскую армию принца Кариньяно.
Командовал французскими войсками в сражении при Ла-Марфе близ Седана (6 июля 1641 года), в котором потерпел поражение.
Умер в родовом замке Шатийон 4 января 1646 года.

## Семья
13 августа 1615 года Гаспар III вступил в брак с Анной де Полиньяк, от которой имел четверых детей:
- Морис (1618—1644), граф де Колиньи
- Гаспар IV (1620—1649), герцог де Шатильон, герцог де Колиньи (1648), маршал Франции (1649)
- Анриетта (1618—1673), замужем за лордом Томасом Гамильтоном, графом Хаддингтоном, затем — за Гаспаром де Шампань, графом де ла Суз
- Анна (1624—1680), замужем за Георгом II Вюртембергским, герцогом Монбельяра.